# Bible Presbyterian Church
Bible Presbyterian Church (BPC)  är USA;s näst största presbyterianska kyrka, bildad 1938 i Collingswood, New Jersey av Carl McIntire och andra avhoppare från den nybildade Presbyterian Church of America. 
BPC har idag omkring 3 500 medlemmar i 28 församlingar (varav en i Alberta, Kanada) uppdelade på fyra distrikt eller presbyterier: Great Western Presbytery, Eastern Presbytery, Great Lakes Presbytery och Florida Presbytery. 
Man använder 1788 års amerikanska, reviderade version av Westminsterbekännelsen. 

## Splittring
1956 lämnade McIntire och omkring 43 % av samfundets medlemmar BPC och bildade BPC, Collingswoodsynoden. Dessa beslutade också sammtidigt att lämna American Council of Christian Churches och International Council of Christian Churches som McIntire varit med om att bilda.
Majoriteten, kallad Columbussynoden, bytte 1961 namn till Evangelical Presbyterian Church, gick 1965 ihop med Reformed Presbyterian Church, General Synod och bildade Reformed Presbyterian Church, Evangelical Synod.
Sålunda var det Collingswoodsynoden som behöll namnet BPC.
På 1970-talet bröt sig några församlingar ur BPC och bildade American Presbyterian Church.
1984 lämnade Carl Mclntire och en liten minoritet åter BPC och startade ett konkurrerande BPC som dock slutligen återförenades med moderkyrkan strax innan Mclntires död.
2008 beslutade det sydatlantiska distriktet att lämna BPC och bilda Faith Presbytery, Bible Presbyterian Church. 